# فهرست شهرستان‌های استان ایلام

شهرستانهای ده‌گانه استان ایلام

استان ایلام دارای ۱۲ شهرستان می‌باشد. شهرستان ایلام پرجمعیت‌ترین شهرستان استان است. این استان در سال ۱۳۹۵ دارای ۵۸۰٬۱۵۸ نفر جمعیت بوده است. شهرستان‌های استان ایلام بر پایه سرشماری سال‌های ۱۳۹۰ و ۱۳۹۵ خورشیدی بدین شرح است:
| ۱  | ایلام   | ایلام   | ۲۱۳٬۵۷۹ | ۲۳۵٬۱۴۴ | ۱۳۱۶ | ۲۱۳٬۵۷۹ | ۲۳۵٬۱۴۴ | −۹٫۱۷٪  |
| ۲  | دهلران  | دهلران  | ۶۶٬۳۹۹  | ۶۵٬۶۳۰  | ۱۳۴۳ | ۶۶٬۳۹۹  | ۶۵٬۶۳۰  | +۱٫۱۷٪  |
| ۳  | چرداول  | سرابله  | ۷۲٬۱۶۷  | ۴٢٬۳۸۱  | ۱۳۵۹ | ۷۲٬۱۶۷  | ۵۷٬۳۸۱  | +۲۵٫۷۷٪ |
| ۴  | ایوان   | ایوان   | ۴۸٬۸۳۳  | ۴۹٬۴۹۱  | ۱۳۷۴ | ۴۸٬۸۳۳  | ۴۹٬۴۹۱  | −۱٫۳۳٪  |
| ۵  | آبدانان | آبدانان | ۴۶٬۹۷۷  | ۴۷٬۸۵۱  | ۱۳۷۴ | ۴۶٬۹۷۷  | ۴۷٬۸۵۱  | −۱٫۸۳٪  |
| ۶  | دره‌شهر  | دره‌شهر  | ۵۹٬۵۵۱  | ۴۳٬۷۰۸  | ۱۳۴۳ | ۵۹٬۵۵۱  | ۴۳٬۷۰۸  | +۳۶٫۲۵٪ |
| ۷  | مهران   | مهران   | ۲۷٬۵۰۶  | ۲۹٬۷۹۷  | ۱۳۴۳ | ۲۷٬۵۰۶  | ۲۹٬۷۹۷  | −۷٫۶۹٪  |
| ۸  | ملکشاهی | ارکواز  | ۲۲٬۵۸۷  | ۲۱٬۱۳۸  | ۱۳۸۷ | ۲۲٬۵۸۷  | ۲۱٬۱۳۸  | +۶٫۸۵٪  |
| ۹  | بدره    | بدره    | ۴۰۰۰۰   | ۱۸۰۰۰   | ۱۳۴۳ |         |         |         |
| ۱۰ | هلیلان  | توحید   | -       | ۱۵٬۲۷۶  | ۱۳۹۸ |         |         |         |
| ۱۱ | سیروان  | لومار   | -       | ۱۴٬۴۰۴  | ۱۳۹۱ |         |         |         |
| ۱۲ | چوار    | چوار    | -       | ۱۰٬۵۰۰  | ۱۳۹۹ |         |         |         |